# Dietenbach (Eyach)
Der Dietenbach ist ein etwa 3,3 km langer,  östlicher und rechter  Zufluss der Eyach im baden-württembergischen Zollernalbkreis.

## Geographie

### Verlauf
Der Dietenbach entspringt am Brühl nordwestlich von Grosselfingen auf einer Höhe von 545 m ü. NHN. Im Quellbereich wurde ein Teich angelegt.
Er fließt von dort westwärts durch das Dürrental zunächst durch ein geschlossenes Waldgebiet, wo er mehrere namenlose Waldbäche aufnimmt. Weiter talabwärts fließt er durch eine offene Wiesenlandschaft in Richtung Owingen. Im Gewann Unterm Kelterrain ist er zu einem kleinen Teich aufgestaut. Am Ostrand von Owingen mündet er jenseits der Bundesstraße 463 auf einer Höhe von 445 m ü. NHN von rechts in die Eyach.
Der 3,3 km lange Lauf des Dietenbachs endet 100 Höhenmeter unterhalb seiner Quelle, er hat somit ein mittleres Sohlgefälle von etwa 30 ‰.

### Einzugsgebiet
Das Einzugsgebiet ist rund 3,2 km² groß und gehört naturräumlich gesehen zum Südwestlichen Albvorland und zu den Oberen Gäuen. Sein höchster Punkt liegt im Norden auf dem Owinger Berg auf 625,4 m ü. NHN. Es grenzt im Osten an das Einzugsgebiet des Starzelzuflusses Talbach, im Übrigen an das Einzugsgebiet der Eyach und kleinerer Eyachzuflüsse.
Es stehen die Schichten des Unteren Juras und des Keupers an, wobei der Gipskeuper (Grabfeld-Formation) den größten Flächenanteil einnimmt.

### LUBW
Amtliche Online-Gewässerkarte mit passendem Ausschnitt und den hier benutzten Layern: Lauf und Einzugsgebiet des Dietenbachs

Allgemeiner Einstieg ohne Voreinstellungen und Layer: Daten- und Kartendienst der Landesanstalt für Umwelt Baden-Württemberg (LUBW) (Hinweise)
1. ↑  Höhe nach dem Höhenlinienbild auf dem Hintergrundlayer Topographische Karte.
2. ↑  Höhe nach grauer Beschriftung auf dem Hintergrundlayer Topographische Karte.
3. ↑  Länge nach dem Layer Gewässernetz (AWGN).
4. ↑  Einzugsgebiet nach dem Layer Basiseinzugsgebiet (AWGN).
5. ↑  Höhe nach schwarzer Beschriftung auf dem Hintergrundlayer Topographische Karte.

### Andere Belege
1. ↑  Modellierte Werte nach Abfluss-BW Gewässerknoten MQ/MNQ
2. ↑  Friedrich Huttenlocher: Geographische Landesaufnahme: Die naturräumlichen Einheiten auf Blatt 178 Sigmaringen. Bundesanstalt für Landeskunde, Bad Godesberg 1959. → Online-Karte (PDF; 4,3 MB)
3. ↑  Geologie nach den Layern zu Geologische Karte 1:50.000 auf: Mapserver des Landesamtes für Geologie, Rohstoffe und Bergbau (LGRB) (Hinweise)